# Duttweilerbrücke
Die Duttweilerbrücke, bis 1972 Herdernbrücke, ist eine Strassenbrücke über die Gleise des Vorbahnhofs des Zürcher Hauptbahnhofs, welche 1969 fertiggestellt wurde. Sie ist nach Gottlieb Duttweiler, dem Gründer der Migros, benannt. Der Hauptsitz der Genossenschaft Migros Zürich liegt beim Nordende der Brücke.

## Geschichte
Im Sommer 1968 nahm das Stadtzürcher Stimmvolk einen Kredit von 8,6 Mio. Franken für den Bau einer Brücke über das Geleisegebiet in den Herdern an. Der Ja-Stimmen-Anteil betrug 84 %. Die Brücke sollte einerseits die Stadtteile beiderseits der SBB-Gleise verbinden, diente aber auch als Umleitung des Durchgangsverkehrs von Winterthur in Richtung Bern und Chur während des Baus der Hardbrücke.
Auch nach Eröffnung der Hardbrücke 1972 diente die Duttweilerbrücke weiterhin dem Verkehr der Westtangente Richtung Süden, bis die Rampen der Hardbrücke am Hardplatz 1982 fertiggestellt waren. Dazu wurde eine Behelfsbrücke über die Pfingstweidstrasse gebaut, welche verhinderte, dass der Verkehr der Westtangente die Pfingstweidstrasse niveaugleich queren musste. Diese Brücke wurde nach Neugestaltung des Hardplatzes wieder abgebaut.

## Bauwerk
Die Brücke führt von der Pfingstweidstrasse in einem Linksbogen unter dem Hardturmviadukt der SBB hindurch, überquert die Anschlussgleise des Verteilzentrums der Genossenschaft Migros Zürich und führt dann in gerader Linie über die Gleise des Vorbahnhofs zur Hohlstrasse. Sie verbindet das Quartier Escher Wyss mit dem Quartier Hard – beide im Stadtteil Aussersihl gelegen.